# Городиський Олександр Володимирович
Олекса́ндр Володи́мирович Городи́ський (1 травня 1930, Київ — 8 серпня 1992) — український хімік радянських часів, 1978 — академік АН УРСР.

## Життєпис
1951 року закінчив Київський політехнічний інститут.
З того ж часу працює в Інституті загальної й неорганічної хімії АН УРСР, з 1973 року — його директор.
Його основні праці лежать в царині електрохімії.
Працював над виведенням ряду закономірностей електрохімічної кінетики, та технології електрохімічного одержання багатьох неорганічних матеріалів.
Розробив
- теорію нестаціонарного стану електрохімічних систем,
- методи та апаратуру електрохімічних досліджень,
- біфункціональні електродні системи, котрі дають змогу проводити електроліз вище напруги розчинника,
- здійснив квантово-механічні розрахунки процесів переносу електрона в конденсованих середовищах.

Серед його учнів — доктор наук Євген Кузьмінський.
З 1988 року був головним редактором «Українського хімічного журналу».
Серед робіт —
- «Розвиток неорганічної хімії в Україні», 1987,
- «Вольтамперометрія — кінетика стаціонарного електролізу», Київ, «Наукова думка», 1988.

Зареєстровано у співавторстві 42 його патенти на винаходи, з них — «Електроліт цинкування», у співавторах — Манорик Петро Андрійович.
Лауреат Державної премії України в галузі науки і техніки (1995, у складі авторського колективу) — за цикл наукових праць «Координаційна хімія в електролітах»: Волков Сергій Васильович — академік Національної академії наук України, директор Інституту загальної та неорганічної хімії імені В. I. Вернадського НАН України, Скопенко Віктор Васильович — академік Національної академії наук України, ректор Київського національного університету імені Тараса Шевченка, Кокозей Володимир Миколайович — доктор хімічних наук, завідувач лабораторії Київського національного університету імені Тараса Шевченка, Городиський Олександр Володимирович — академік Національної академії наук України (посмертно), Пехньо Василь Іванович, старший науковий співробітник Інституту загальної та неорганічної хімії імені В. I. Вернадського НАН України.
Лауреат премії НАН України імені Л. В. Писаржевського за цикл робіт у галузі дослідження кінетики і механізму електродних реакцій.